# Пощенски код (теленовела)
„Пощенски код“ (на испански: Código postal, стилизирано C0D160 P05TAL) е мексиканска теленовела, създадена от Серхио Вайнман и Марили Пугно, режисирана от Бенхамин Кан, Алехандро Гамбоа и Хуан Карлос де Яка, и продуцирана от Хосе Алберто Кастро за Телевиса през 2006 г.
В главните роли са Хосе Рон и Африка Савала, в отрицателните - Андреа Гарсия, Джесика Коч, Ана Берта Еспин и Гилермо Гарсия Канту, а в поддържащите роли са Алтаир Харабо, Иманол Ландета, Еухенио Силер, Жаклин Гарсия, Улисес де ла Торе и Клаудия Годинес.

## Сюжет
Всеки има код... който разказва история. Това е теленовела, изпълнена с енергия, адреналин и младост, която се развива на красивите мексикански плажове, където се преплитат историите на една група от млади хора, които са съседи и приятели и живеят в комплекс от затворен тип.
От най-леките и забавни ситуации до моменти на драма, те ще привлекат не само младата аудитория, която ще се идентифицира с дълбоко човешките, реалистични и запомнящи се герои, но ще бъде място за срещи за цялото семейство.
В Пощенския код ще открием млади и живи герои като Рехина и Патрисио, попаднали в мрежите на невъзможната любов и в семейния живот, който се разпада малко по малко. Или Афродита, която е решена да се бори, за да спаси по-малката си сестра, Венера, от лапите на изроден мъж, на когото майка ѝ е отворила вратите на дома и на сърцето си. Също така ще срещнем Мемо, който пристига в търсене на дядо си, когото не познава, и по странно съвпадение е нает като шофьор на дон Гилермо, като по този начин започва нов живот, в който ще намери истинска любов в лицето на Даниела, която е секретарка на дядо му, но и ще трябва да се изправи срещу най-болезнената истина, която може да си представи. Даниела е дъщеря на симпатичния Авелино (който отговаря за поддръжката в комплекса), сестра на Есекиел, най-добрият приятел на Патрисио и Чуй, в когото Андреа ще намери смисъла на първата любов. Ще влезем в дома на Пабло и брат му Рафаел, който е загубил зрението си при катастрофа, които живеят с майка си, която обвинява Пабло за слепотата на Рафаел. Двамата братя ще се бунтуват срещу контрола на майка си и ще обединят голямата си любов към музиката ... и към Афродита.
Всички те и много други интересни герои всеки ден споделят със зрителите своите мечти, желания и различните начини, по които се сблъскват с тежките удари на живота, осъзнавайки, че щастието е възможно, когато има любов и приятелство.

## Актьори
Част от актьорския състав:
- Африка Савала – Виктория Виляреал
- Джери Сандовал – Рехина Корона
- Хосе Рон – Патрисио Гонсалес де ла Вега Мендоса
- Ана Берта Еспин – Джесика Мендоса де Гонсалес де ла Вега / Джесика Мендоса де Субиета
- Габриела Голдсмит – Минерва Карвахал
- Гилермо Гарсия Канту – Клаудио Гарса Моено
- Роберто Бландон – Раул Гонсалес де ла Вега
- Аарон Ернан – дон Гилермо де Алба
- Летисия Пердигон – Есперанса Гутиерес
- Рафаел Инклан – Авелино Гутиерес
- Лус Мария Херес – Ирене Алонсо де Рохас
- Андреа Гарсия – Ивет Фернандес де Алба
- Роберто Баястерос – Бруно Субиета
- Марко Муньос – Адриан Гарса Моено
- Вероника Кастро – Беатрис Корона
- Иманол Ландета – Пабло Рохас Алонсо
- Мишел Рамалия – Даниела Гутиерес Сантос
- Улисес де ла Торе – Есекиел Гутиерес Сантос
- Джаки Гарсия – Марсела Гарса Дуран
- Алтаир Харабо – Афродита Карвахал
- Еухенио Силер – Рафаел Рохас Алонсо
- Каролина Ринкон – Венера Карвахал
- Фердинандо Валенсия – Гилермо „Мемо“ де Алба Фернандес
- Джесика Коч – Хуана Виляреал
- Клаудия Годинес – Инес Гарса Дуран
- Рената Нотни – Андреа Гарса Дуран
- Илития Мансания – Дафне де ла Пеня
- Габриела Меядо – Майра Руис Пуенте
- Пабло Лиле – Емануел Перес Лопес
- Ернесто Д'Алесио – Херардо Виялпандо

## Премиера
Премиерата на Пощенски код е на 22 май 2006 г. по Canal de las Estrellas. Последният 200. епизод е излъчен на 23 февруари 2007 г.

## Награди и номинации
Награди TVyNovelas 2007
| Категория               | Личност        | Резултат   |
| ----------------------- | -------------- | ---------- |
| Най-добър млад актьор   | Иманол Ландета | Печели     |
| Най-добра млада актриса | Жаклин Гарсия  | Номинирана |

## Адаптации
- Baie des flamboyants (2007), френска теленовела, адаптирана и продуциарна от Жан-Лук Асули за Guadeloupe 1ère, с участието на Муриеле Илар.